# Кеймбриджки документ
Кеймбриджкият документ или Кеймбриджкият аноним на английски: "Cambridge Document", "Schechter Letter") е анонимен писмен документ (името му идва от Кеймбриджкия университет, където се съхранява), дело на неизвестен хазарин, изповядващ юдаизма. Текстът му е на древноеврейски. Съдържа фрагменти от отговора на хазарския владетел цар (бег) Йосиф по хазарската кореспонденция.
Според болшинството изследователи документът вероятно е съставен в Константинопол. Датира се около 949 г. Ръкописът на кеймбриджкия документ палеографски се отнася към 11 век. Представлява ръкописен текст на два листа от двете им страни. В горната си част листата са силно повредени, а началото и края на текста липсват.
Писмото (каквато вероятно е била формата на документа) е намерено от Соломон Шехтер сред най-голямата съкровищница от еврейски ръкописи - Каирската гениза. Публикувано е през 1912 г.
Още с публикуването му в научните среди се захваща полемика за автентичността на документа. Някои историци го смятат за интерполация, направена през средновековието от евреите за пропагандни цели. Днес това становище с оглед и на публикувания отговор (в дългата му версия) на хазарския цар (бег) Йосиф по хазарската кореспонденция е отхвърлено категорично и на документа се гледа като на такъв, чието съдържание отразява действителни исторически събития от историята на Хазарския хаганат.